# Kamet
Der Kamet ist mit 7756 m der zweithöchste Berg in der Garhwal-Region in Indien nach der Nanda Devi (7816 m). Er liegt nahe der indisch-tibetischen Grenze und wird von den Tibetern Kang-Med („Brennender Berg“) genannt.

## Geschichte der Besteigungen
Erste Versuche zu einer Besteigung unternahmen bereits 1855 die Brüder Adolf und Robert Schlagintweit. Sie erreichten mit einer Höhe von 6785 m einen viele Jahre geltenden Höhenrekord.
Die Erstbesteigung sollte jedoch erst 1931 durch Frank Smythe, Eric Shipton, R.L. Holdsworth und Lewa Sherpa gelingen, Mitgliedern einer britisch-nepalesischen Expedition. Die Erstbesteigung stellte zu ihrer Zeit einen neuen und damals viel beachteten Höhenrekord dar: Der Kamet war bis zur Besteigung der Nanda Devi 1936 der höchste bestiegene Berg, allerdings waren bereits 1922 am Mount Everest Höhen von weit über 8000 Metern erreicht worden.
Der Kamet ist erst kürzlich wieder für ausländische Expeditionen freigegeben worden.
Den Franzosen Sébastien Bohin, Didier Jourdain, Sébastien Moatti und Sébastien Ratel gelang 2012 die Erstbesteigung der Südwestwand. Sie wurden für diese Leistung mit dem Piolet d’Or ausgezeichnet.

## Nebengipfel und Nachbarn
Im Norden des Kamet liegt der 7355 m hohe Abi Gamin (auch Ibi Gamin), der aufgrund seiner Schartenhöhe von 217 Metern als Nebengipfel des Kamet gilt.
An den Südgrat des Kamet schließt sich der Mana an, dessen Hauptgipfel Mana I eine Höhe von 7272 m erreicht. Nordwestlich von Kamet und Abi Gamin liegt der 7242 m hohe Mukut Parbat (auch Mukut Parvat).